# الدعارة في مالطا

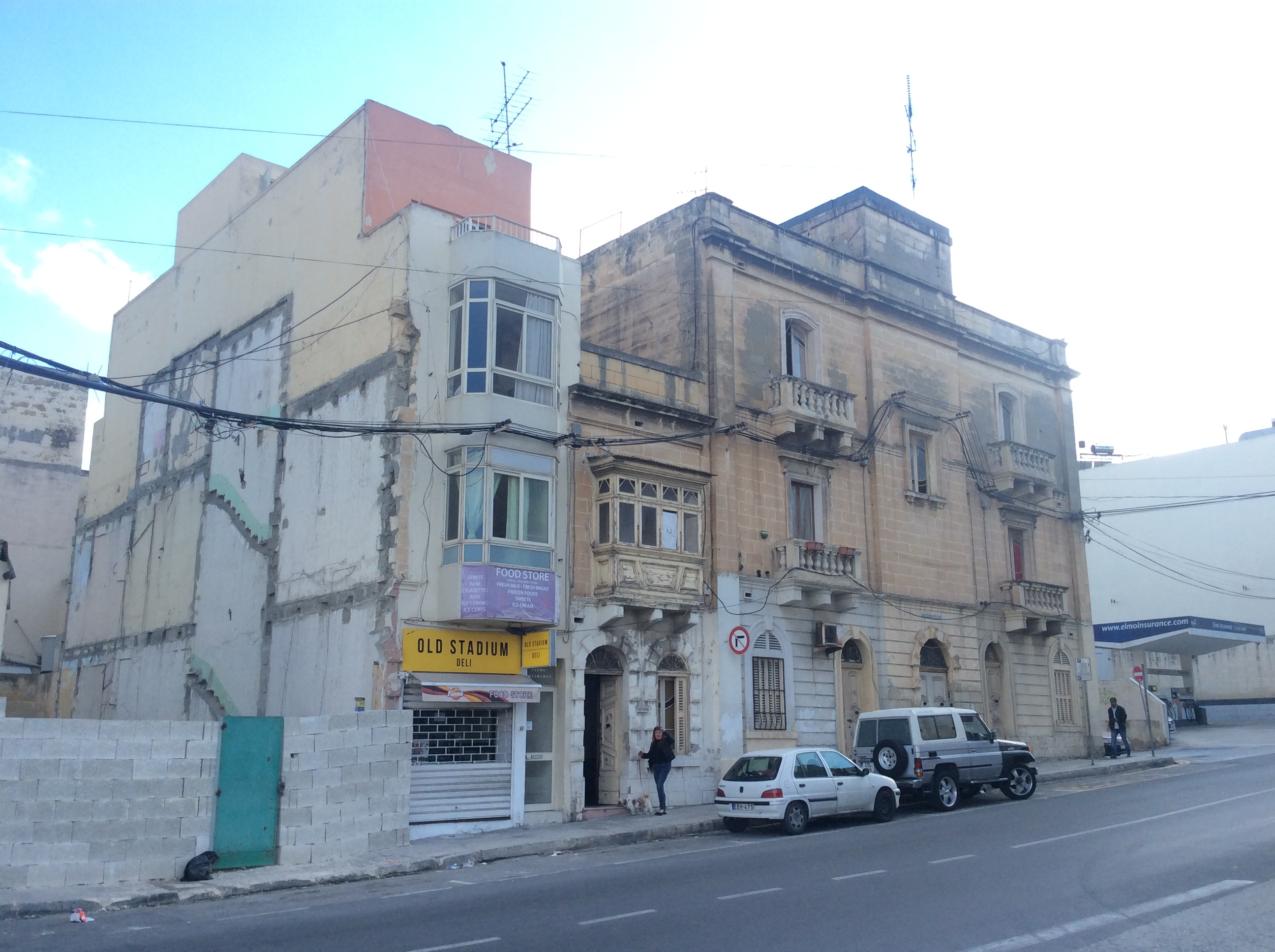

الدعارة في مالطا قانونية، لكن بعض الأنشطة المرتبطة بها مثل إدارة بيت الدعارة والتسكع، ليست كذلك.
بعض الجرائم يعاقب عليها بالسجن لمدة تصل إلى سنتين.
في مارس 2008، وقعت الشرطة ووزارة مالطا للسياسة الاجتماعية مذكرة تفاهم لإضفاء الطابع الرسمي على عملية فحص لجميع الأشخاص المعتقلين المتورطين في الدعارة لتحديد ما إذا كانوا ضحايا للاتجار أو الانتهاكات الأخرى.
ينص القانون على عقوبات تصل إلى 6 سنوات لإشراك القاصرين في الدعارة.
وعد رئيس الوزراء جوزيف موسكات بمناقشة إضفاء الشرعية على الدعارة في الاستعدادات للانتخابات العامة لعام 2017.